# Francisco Julio de Sajonia-Lauenburgo

Escudo de Francisco Julio de Sajonia-Lauenburgo

Francisco Julio de Sajonia-Lauenburgo (13 de septiembre de 1584 en Ratzeburg-8 de octubre de 1634 en Viena ) fue un príncipe de Sajonia-Lauenburgo .

## Biografía
Francisco Julio era el hijo mayor del duque Francisco II de Sajonia-Lauenburgo (1547-1619) de su segundo matrimonio con María (1566-1626), hija del duque Julio de Brunswick-Wolfenbüttel . Su educación y entrenamiento, como los de sus hermanos, habían sido superficiales e incompletos. Su medio hermano mayor Augusto lo había seguido en 1619 como duque de Sajonia-Lauenburgo.
El 4 de octubre de 1619 firmó un contrato de herencia con sus hermanos en Lauenburg; contra el reconocimiento de su hermano August como duque, recibió el ancla del patio como residencia y una pensión anual de 2500 Reichstalern. Franz Julius ingresó al servicio judicial vienés como chambelán imperial y el emperador Fernando II le encomendó varias misiones diplomáticas. Después de que su hermano August ocupó el Wittum de la madre de Franz Julius en la oficina de Neuhaus , Franz Julius protestó violentamente contra él y entró en conflicto con Augusto, que duró hasta la muerte de Francisco Julio. Franz Julio dirigió en 1630 en el Reichshofrat la denuncia de su casa contra Hamburgo por el cargo yCastillo Ritzebüttel .
Franz Julius probablemente murió de la peste en Viena sin dejar un heredero. el ducado volvió a caer ante el duque Augusto de Sajonia-Lauenburgo.

## Matrimonio
Francisco Julio se casó el 14 de mayo de 1620 con Agnes (1592-1629), hija del duque Federico I de Württemberg. Ninguno de los siete hijos de este matrimonio sobrevivió a la edad del niño:
- Franziska Maria (* / † 1621)
- Marie Sibylle (1622-1623)
- Franz Friedrich (1623-1625)
- Franz Julius (1624-1625)
- Johanna Juliane (* / † 1626)
- Fernando Franz (1628-1629)
- Franz Ludwig (* / † 1629)

- Datos: Q1362070